# Khanate
Khanate (v překladu z angličtiny chanát) je americká drone/doommetalová superskupina založená roku 2000 v New York City. Jejími členy jsou James Plotkin a Alan Dubin (dřívější členové zaniklé kapely O.L.D.), Tim Wyskida (Blind Idiot God, Manbyrd) a Stephen O'Malley (Burning Witch, Sunn O)))).
Vznikla se záměrem stanovit nové standardy pro bolest a ošklivost v doom metalu. Jejich skladby se vyznačují disonantními, silně podladěnými kytarovými a baskytarovými figurami, extrémně pomalým tempem, množstvím akustické zpětné vazby a mučivým vokálem, což vytváří skutečně náročný poslechový zážitek. Jinými slovy, jejich hudba není pro každého.
Debutové eponymní album Khanate vyšlo roku 2001 pod křídly amerického hudebního vydavatelství Southern Lord Recordings.

## Fotogalerie

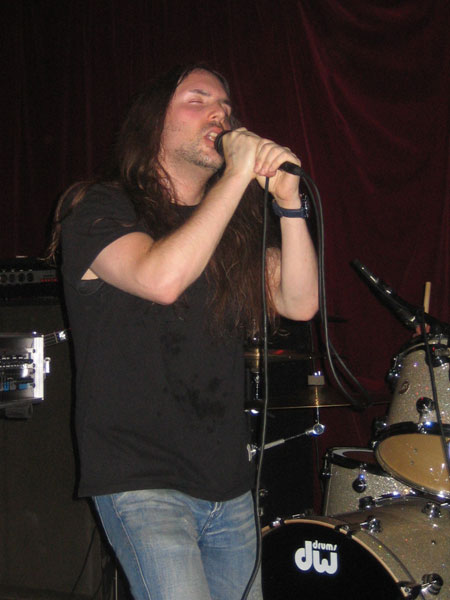
zpěvák Alan Dubin
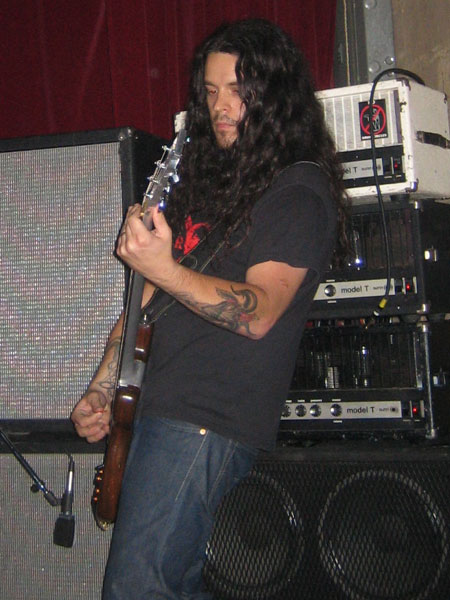
kytarista Stephen O'Malley
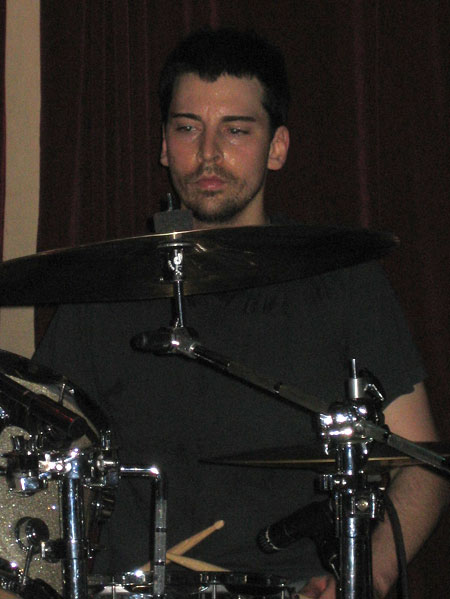
bubeník Tim Wyskida

## Diskografie
Studiová alba
- Khanate (2001)
- Things Viral (2003)
- Capture & Release (2005)
- Clean Hands Go Foul (2009)
- To Be Cruel (2023)

EP
- No Joy (Remix) / Dead (2003)

Živá alba
- WFMU 91.1 (2002)
- Live Aktion Sampler 2004 (2004)
- KHNT vs. Stockholm (2004)
- It's Cold When Birds Fall from the Sky (2005)
- Radio Sessions By Khanate (2023)

## Videografie
DVD
- Let Loose the Lambs Tour DVD (2004)
- Dead & Live Aktions (2005)
- Dead At The Croft Bristol 25 11 2005 (2005)